# Diocesi di Rochester (Chiesa cattolica)
La diocesi di Rochester (in latino Dioecesis Roffensis) è una sede della Chiesa cattolica negli Stati Uniti d'America suffraganea dell'arcidiocesi di New York. Nel 2022 contava 305.746 battezzati su 1.509.679 abitanti. È retta dal vescovo Salvatore Ronald Matano.

## Territorio
La diocesi comprende le seguenti contee dello stato di New York: Cayuga, Chemung, Livingston, Monroe, Ontario, Schuyler, Seneca, Steuben, Tioga, Tompkins, Wayne e Yates.
Sede vescovile è la città di Rochester, dove si trova la cattedrale del Sacro Cuore (Sacred Heart Cathedral)
Il territorio si estende su 18.400 km² ed è suddiviso in 86 parrocchie.

## Storia
La diocesi è stata eretta il 3 marzo 1868 con il breve Summi apostolatus di papa Pio IX, ricavandone il territorio dalla diocesi di Buffalo.
Il 10 dicembre 1896, in forza del breve Quum ex apostolico di papa Leone XIII, si è ampliata, incorporando quattro contee (Chemung, Schuyler, Steuben e Tioga), che prima appartenevano alla diocesi di Buffalo.

## Cronotassi dei vescovi
Si omettono i periodi di sede vacante non superiori ai 2 anni o non storicamente accertati.
- Bernard John Joseph McQuaid † (3 marzo 1868 - 18 gennaio 1909 deceduto)
- Thomas Francis Hickey † (18 gennaio 1909 succeduto - 30 ottobre 1928 dimesso[3])
- John Francis O'Hern † (4 gennaio 1929 - 22 maggio 1933 deceduto)
- Edward Aloysius Mooney † (28 agosto 1933 - 26 maggio 1937 nominato arcivescovo di Detroit)
- James Edward Kearney † (31 luglio 1937 - 21 ottobre 1966 dimesso[4])
- Fulton John Sheen † (21 ottobre 1966 - 6 ottobre 1969 dimesso[5])
- Joseph Lloyd Hogan † (6 ottobre 1969 - 22 novembre 1978 dimesso)
- Matthew Harvey Clark † (23 aprile 1979 - 21 settembre 2012 ritirato)
- Salvatore Ronald Matano, dal 6 novembre 2013

## Statistiche
La diocesi nel 2022 su una popolazione di 1.509.679 persone contava 305.746 battezzati, corrispondenti al 20,3% del totale.
| anno | popolazione | popolazione | popolazione | presbiteri | presbiteri | presbiteri | presbiteri                | diaconi | religiosi | religiosi | parrocchie |
| anno | battezzati  | totale      | %           | numero     | secolari   | regolari   | battezzati per presbitero | diaconi | uomini    | donne     | parrocchie |
| ---- | ----------- | ----------- | ----------- | ---------- | ---------- | ---------- | ------------------------- | ------- | --------- | --------- | ---------- |
| 1950 | 320.000     | 975.000     | 32,8        | 422        | 352        | 70         | 758                       |         | 70        | 1.309     | 169        |
| 1966 | 449.198     | 1.206.446   | 37,2        | 586        | 411        | 175        | 766                       |         | 278       | 1.505     | 190        |
| 1970 | 450.000     | 1.206.446   | 37,3        | 504        | 350        | 154        | 892                       |         | 223       | 1.460     | 195        |
| 1976 | 358.850     | 1.439.600   | 24,9        | 508        | 399        | 109        | 706                       |         | 154       | 1.115     | 161        |
| 1980 | 369.840     | 1.467.300   | 25,2        | 502        | 404        | 98         | 736                       |         | 153       | 1.045     | 161        |
| 1990 | 392.748     | 1.421.800   | 27,6        | 389        | 303        | 86         | 1.009                     | 74      | 144       | 839       | 161        |
| 1999 | 337.613     | 1.479.727   | 22,8        | 339        | 277        | 62         | 995                       | 121     | 39        | 681       | 161        |
| 2000 | 294.827     | 1.565.733   | 18,8        | 315        | 251        | 64         | 935                       | 105     | 102       | 687       | 180        |
| 2001 | 338.501     | 1.470.304   | 23,0        | 306        | 253        | 53         | 1.106                     | 109     | 94        | 667       | 171        |
| 2002 | 340.000     | 1.490.891   | 22,8        | 322        | 258        | 64         | 1.055                     | 111     | 102       | 647       | 159        |
| 2003 | 341.500     | 1.489.576   | 22,9        | 298        | 236        | 62         | 1.145                     | 93      | 110       | 651       | 158        |
| 2004 | 341.500     | 1.485.837   | 23,0        | 305        | 244        | 61         | 1.119                     | 115     | 92        | 588       | 151        |
| 2010 | 354.000     | 1.557.000   | 22,7        | 253        | 201        | 52         | 1.399                     | 127     | 81        | 481       | 124        |
| 2011 | 357.000     | 1.570.000   | 22,7        | 247        | 193        | 54         | 1.445                     | 135     | 81        | 468       | 106        |
| 2014 | 365.000     | 1.604.000   | 22,8        | 207        | 165        | 42         | 1.763                     | 131     | 84        | 423       | 97         |
| 2017 | 372.000     | 1.527.000   | 24,4        | 228        | 179        | 49         | 1.631                     | 141     | 78        | 643       | 90         |
| 2020 | 302.136     | 1.559.140   | 19,4        | 188        | 164        | 24         | 1.607                     | 92      | 48        | 482       | 86         |
| 2022 | 305.746     | 1.509.679   | 20,3        | 184        | 157        | 27         | 1.661                     | 129     | 54        | 424       | 86         |